# Naohiro Fujita

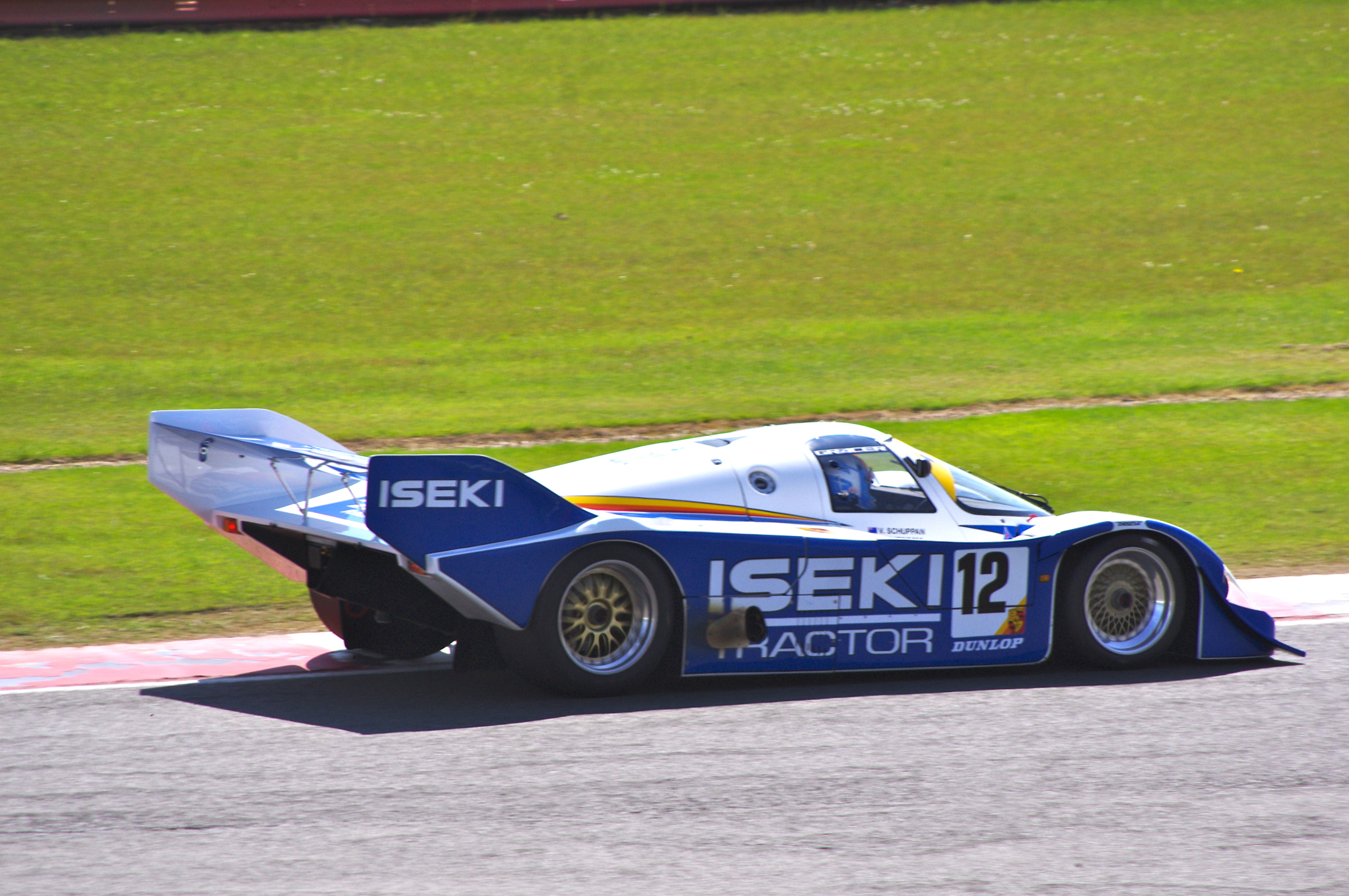
Der Trust-Racing-Porsche 956, mit dem Naohiro Fujita Sportwagenrennen bestritt

Naohiro Fujita (* 4. März 1948 in der Präfektur Hiroshima) ist ein ehemaliger japanischer Autorennfahrer.

## Karriere als Rennfahrer
Naohiro Fujita war in den 1970er- und 1980er-Jahren im japanischen Monoposto- und Sportwagensport aktiv. Er startete einige Jahre in der japanischen Formel-2-Meisterschaft, wo seine beste Platzierung der dritte Rang hinter Satoru Nakajima und Kazuyoshi Hoshino 1981 war.
Erfolgreich war er in diversen japanischen Sportwagenserien. Zwischen 1973 und 1983 gewann er elf Meisterschaftsrennen. Seine beste Saison war seine Letzte – er trat Ende 1983 vom aktiven Rennsport zurück – als er gemeinsam mit Vern Schuppan im Porsche 956 die Gesamtwertung der All Japan Sports Prototype Championship. Im selben erreichte er beim zur Sportwagen-Weltmeisterschaft zählenden 1000-km-Rennen von Fuji den dritten Rang.

## Statistik

### Einzelergebnisse in der Sportwagen-Weltmeisterschaft
| Saison | Team                     | Rennwagen   | 1   | 2   | 3   | 4   | 5   | 6   | 7   | 8   |
| ------ | ------------------------ | ----------- | --- | --- | --- | --- | --- | --- | --- | --- |
| 1982   | Racing Mate Project Team | March 75SC  | MON | SIL | NÜR | LEM | SPA | MUG | FUJ | BRH |
| 1982   | Racing Mate Project Team | March 75SC  |     |     |     | 15  |     |     |     |     |
| 1983   | Trust Racing Team        | Porsche 956 | MON | SIL | NÜR | LEM | SPA | FUJ | KYA |     |
| 1983   | Trust Racing Team        | Porsche 956 |     |     | 3   |     |     |     |     |     |